# Бернардини, Фульвио
Фу́львио Бернарди́ни (итал. Fulvio Bernardini; 28 декабря 1905, Рим, Италия — 13 января 1984, там же) — итальянский футболист, тренер. В начале карьеры выступал на позиции вратаря, затем играл полузащитником. Играл за клубы «Лацио», «Интер», «Рома» и М.А.Т.Е.Р.. Провёл 26 матчей и забил 3 гола в составе сборной Италии. Бронзовый призёр летних Олимпийских игр 1928 года.
После завершения игровой карьеры работал тренером. Тренировал итальянские клубы «Рома», «Реджина», «Виченца», «Фиорентина», «Лацио», «Болонья», «Сампдория», «Брешиа», а также сборную Италии.

## Карьера
В 1919 году Бернардини дебютировал за «Лацио». Там он играл до 1926 года. За столичный клуб провёл 100 матчей и забил 65 мячей. Затем он перешёл в «Интер». За «нерадзурри» Фульвио выступал 2 года и за это время сыграл 58 матчей, забив 27 мячей. В 1928 году он вернулся в Рим, где стал играть за «Рому». За 12 лет он сыграл 286 матчей. С 1939 по 1943 год Бернардини играл за клуб М.А.Т.Е.Р..

### Матчи и голы за сборную Италии
| Матчи и голы Фульвио за сборную Италии | Матчи и голы Фульвио за сборную Италии | Матчи и голы Фульвио за сборную Италии | Матчи и голы Фульвио за сборную Италии | Матчи и голы Фульвио за сборную Италии | Матчи и голы Фульвио за сборную Италии | Матчи и голы Фульвио за сборную Италии |
| №                                      | Дата                                   | Место                                  | Оппонент                               | Счёт                                   | Голы                                   | Соревнование                           |
| -------------------------------------- | -------------------------------------- | -------------------------------------- | -------------------------------------- | -------------------------------------- | -------------------------------------- | -------------------------------------- |
| 1                                      | 22 марта 1925                          | Турин, Италия                          | Франция                                | 7:0                                    | —                                      | Товарищеский матч                      |
| 2                                      | 18 июня 1925                           | Лиссабон, Португалия                   | Португалия                             | 0:1                                    | —                                      | Товарищеский матч                      |
| 3                                      | 4 ноября 1925                          | Падова, Италия                         | Королевство Югославия                  | 2:1                                    | —                                      | Товарищеский матч                      |
| 4                                      | 8 ноября 1925                          | Будапешт, Венгрия                      | Венгрия                                | 1:1                                    | —                                      | Товарищеский матч                      |
| 5                                      | 17 января 1926                         | Турин, Италия                          | Чехословакия                           | 3:1                                    | —                                      | Товарищеский матч                      |
| 6                                      | 21 марта 1926                          | Турин, Италия                          | Ирландия                               | 3:0                                    | 1                                      | Товарищеский матч                      |
| 7                                      | 18 апреля 1926                         | Цюрих, Швейцария                       | Швейцария                              | 1:1                                    | —                                      | Товарищеский матч                      |
| 8                                      | 9 мая 1926                             | Милан, Италия                          | Швейцария                              | 3:2                                    | —                                      | Товарищеский матч                      |
| 9                                      | 18 июля 1926                           | Стокгольм, Швеция                      | Швеция                                 | 3:5                                    | —                                      | Товарищеский матч                      |
| 10                                     | 30 января 1927                         | Женева, Швейцария                      | Швейцария                              | 5:1                                    | —                                      | Товарищеский матч                      |
| 11                                     | 20 февраля 1927                        | Милан, Италия                          | Чехословакия                           | 2:2                                    | —                                      | Товарищеский матч                      |
| 12                                     | 29 мая 1927                            | Болонья, Италия                        | Испания                                | 2:0                                    | —                                      | Товарищеский матч                      |
| 13                                     | 23 октября 1927                        | Прага, Чехословакия                    | Чехословакия                           | 2:2                                    | —                                      | Кубок Центральной Европы               |
| 14                                     | 6 ноября 1927                          | Болонья, Италия                        | Австрия                                | 0:1                                    | —                                      | Кубок Центральной Европы               |
| 15                                     | 25 марта 1928                          | Рим, Италия                            | Венгрия                                | 4:3                                    | —                                      | Кубок Центральной Европы               |
| 16                                     | 22 апреля 1928                         | Хихон, Испания                         | Испания                                | 1:1                                    | —                                      | Товарищеский матч                      |
| 17                                     | 29 мая 1928                            | Амстердам, Нидерланды                  | Франция                                | 4:3                                    | —                                      | Олимпийские игры 1928                  |
| 18                                     | 4 июня 1928                            | Амстердам, Нидерланды                  | Испания                                | 7:1                                    | 1                                      | Олимпийские игры 1928                  |
| 19                                     | 7 июня 1928                            | Амстердам, Нидерланды                  | Уругвай                                | 2:3                                    | —                                      | Олимпийские игры 1928                  |
| 20                                     | 10 июня 1928                           | Амстердам, Нидерланды                  | Египет                                 | 11:3                                   | —                                      | Олимпийские игры 1928                  |
| 21                                     | 11 ноября 1928                         | Рим, Италия                            | Австрия                                | 2:2                                    | —                                      | Товарищеский матч                      |
| 22                                     | 25 января 1931                         | Болонья, Италия                        | Франция                                | 5:0                                    | —                                      | Товарищеский матч                      |
| 23                                     | 20 мая 1931                            | Рим, Италия                            | Шотландия                              | 3:0                                    | —                                      | Товарищеский матч                      |
| 24                                     | 15 ноября 1931                         | Рим, Италия                            | Чехословакия                           | 2:2                                    | 1                                      | Кубок Центральной Европы               |
| 25                                     | 14 февраля 1932                        | Неаполь, Италия                        | Швейцария                              | 3:0                                    | —                                      | Кубок Центральной Европы               |
| 26                                     | 28 октября 1932                        | Прага, Чехословакия                    | Чехословакия                           | 1:2                                    | —                                      | Кубок Центральной Европы               |

Итого: 26 матчей / 3 гола; 14 побед, 7 ничьих, 5 поражений.

## Достижения
- Чемпион Италии: 1955-56, 1963-64.
- Обладатель Кубка Италии: 1958